# Premier Division 2024-2025 (Bermuda)
La Premier Division 2024-2025, anche nota come Digicel Premier Division 2024-2025 per motivi di sponsorizzazione, è stata la sessantaduesima edizione della massima serie del campionato Bermudiano di calcio. Il campionato è iniziato il 29 settembre 2024 e è concluso il 6 aprile 2025.
Il PHC Zebras era la squadra campione in carica, avendo conquistato il suo dodicesimo titolo nazionale nella stagione 2023-2024, mentre il titolo è stato vinto dal North Village Rams, per la nona volta nella sua storia. 

## Stagione

### Aggiornamenti
Dalla stagione precedente sono stati retrocessi Somerset Trojans e X-Roads Warriors, ultime due classificate della stagione precedente. Al loro posto, dalla First Division sono state promosse Devonshire Colts e Wolves.

### Formula
Le 10 squadre partecipanti giocano un girone di andata e ritorno, per un totale di 18 giornate. Al termine del campionato, la prima classificata è campione delle Bermuda e si qualifica per le competizioni CONCACAF, mentre le ultime due classificate sono retrocesse in First Division.

## Squadre partecipanti
| Club               | Città        | Stagione precedente    |
| ------------------ | ------------ | ---------------------- |
| Dandy Town Hornets | Hamilton     | 7° in Premier Division |
| Devonshire Colts   | Devonshire   | First Division         |
| Devonshire Cougars | Devonshire   | 3° in Premier Division |
| Hamilton Parish    | Saint George | 4° in Premier Division |
| North Village Rams | Hamilton     | 2° in Premier Division |
| Paget Lions        | Southampton  | 5° in Premier Division |
| PHC Zebras         | Warwick      | Campione di Bermuda    |
| St. George's Colts | Saint George | 6° in Premier Division |
| Wolves             | Devonshire   | First Division         |
| YMSC               | Devonshire   | 8° in Premier Division |

## Classifica
|                    | Pos. | Squadra            | Pt | G  | V  | N | P  | GF | GS | DR  |
| ------------------ | ---- | ------------------ | -- | -- | -- | - | -- | -- | -- | --- |
| Bermuda (bandiera) | 1.   | North Village Rams | 37 | 18 | 12 | 1 | 5  | 46 | 20 | +26 |
|                    | 2.   | PHC Zebras         | 36 | 18 | 11 | 3 | 4  | 42 | 22 | +20 |
|                    | 3.   | St. George's Colts | 32 | 18 | 9  | 5 | 4  | 45 | 32 | +13 |
|                    | 4.   | Paget Lions        | 31 | 18 | 9  | 4 | 5  | 34 | 28 | +6  |
|                    | 5.   | Devonshire Cougars | 28 | 18 | 8  | 4 | 6  | 37 | 35 | +2  |
|                    | 6.   | Devonshire Colts   | 27 | 18 | 8  | 3 | 7  | 32 | 28 | +4  |
|                    | 7.   | Dandy Town Hornets | 26 | 18 | 8  | 2 | 8  | 37 | 31 | +6  |
|                    | 8.   | YMSC               | 14 | 18 | 4  | 2 | 12 | 23 | 47 | -24 |
|                    | 9.   | Hamilton Parish    | 12 | 18 | 3  | 3 | 12 | 26 | 49 | -23 |
|                    | 10.  | Wolves             | 12 | 18 | 3  | 3 | 12 | 25 | 55 | -30 |

Legenda:
      Campione di Bermuda e ammessa alle competizioni CONCACAF.
 Retrocessione diretta.